# 시모카이후촌
시모카이후촌(下海府村)은 니가타현 이와후네군에 있던 촌이다. 

## 역사
- 1889년 4월 1일 - 정촌제 시행에 수반해 이와후네군 시모카이후촌이 성립하였다.
- 1955년 3월 31일 - 구로카와마타촌, 오카와타니촌, 야와타촌, 나카마타촌과 합병해, 산포쿠촌이 되어 소멸하였다.

## 참고문헌
- 『市町村名変遷辞典』東京堂出版、1990年。